# Belagerung von Megalopolis
Erster Diadochenkrieg (321–320 v. Chr.):
Hellespont
Zwischenzeit (320–319 v. Chr.):
Orkynia – Kretopolis – Nora
Zweiter Diadochenkrieg (319–316 v. Chr.):
Megalopolis – Byzantion – Kopratas – Paraitakene – Gabiene
Dritter Diadochenkrieg (315–311 v. Chr.):
Tyros – Gaza
Babylonischer Krieg (311–309 v. Chr.)
Vierter Diadochenkrieg (309–301 v. Chr.):
Salamis – Rhodos – Ipsos
Fünfter Diadochenkrieg (288–286 v. Chr.)
Sechster Diadochenkrieg (282–281 v. Chr.):
Kurupedion
Die Belagerung von Megalopolis ereignete sich im Sommer des Jahres 317 v. Chr. Die Bewohner der Stadt Megalopolis (heute Megalopoli in Griechenland) wehrten einen Angriff des Regenten des Alexanderreichs, Polyperchon, ab.
Als Konfrontation im zweiten Diadochenkrieg gehört die Schlacht zu den historischen Ereignissen im Zeitalter der Diadochen, das auf den Tod Alexanders des Großen 323 v. Chr. folgte. Erstmals in der Kriegsgeschichte kamen Kriegselefanten auf dem europäischen Kontinent zum Einsatz.

## Hintergrund
Seit dem Tod Alexanders im Jahr 323 v. Chr. befanden sich dessen Generäle, „Nachfolger“ (Diadochen) genannt, in einem unablässigen Kampf um die Vorherrschaft in dessen Weltreich. Seit 319 v. Chr. führten sie den zweiten Diadochenkrieg, in dem die Koalition zwischen Kassander und Antigonos Monophthalmos gegen die des Reichsregenten Polyperchon mit dem Verteidiger des Königtums Eumenes kämpfte. Während der Krieg zwischen Antigonos und Eumenes in Asien ausgetragen wurde, kämpften der Regent Polyperchon und Kassander in Europa, das heißt im damaligen Griechenland. 
Beim Ausbruch des Krieges konnte Kassander in Europa vor allem auf die oligarchischen Regime in den hellenischen Poleis als Unterstützer zählen. Diese waren einst von seinem Vater Antipater nach dem lamischen Krieg (323–321 v. Chr.) installiert worden und fühlten sich nun dessen Sohn verpflichtet, obwohl Polyperchon der von Antipater bestimmte Nachfolger als Regent des Alexanderreichs war. Um Kassander zu schwächen, proklamierte Polyperchon deshalb die Freiheit der hellenischen Städte, indem er diesen die Räumung der makedonischen Garnisonen versprach, wenn sie sich auf seine Seite schlügen. Tatsächlich erzielte die Proklamation sogleich ihre Wirkung und in mehreren Städten erhoben sich demokratische Bewegungen gegen die Oligarchen und stürzten sie. Auch in Athen wurde der Machthaber Phokion von den Demokraten gestürzt; ihm gelang allerdings noch die Aushändigung des strategisch wichtigen Hafens von Piräus an den Kassander treuen Kommandanten des Munychia, Nikanor, was ihm im Frühjahr 317 v. Chr. das Todesurteil seitens seiner Heimatstadt einbrachte.
Polyperchon beabsichtigte sowohl Munychia als auch den Piräus in seine Gewalt zu bekommen und zog mit dem Reichsheer von Makedonien nach Attika. Dabei führte er unter anderem auch Kriegselefanten mit, die einst von Antipater nach Europa geführt worden waren und nun erstmals auf diesem Kontinent zum Einsatz kommen sollten. Vor dem Piräus angekommen, verweigerte Nikanor nicht nur die Aufgabe oder den Seitenwechsel, sondern gewährte dem mit 35 Schiffen und 4.000 Kriegern aus Kleinasien eintreffenden Kassander die Einfahrt in den Hafen. Eine langwierige Belagerung war nun unausweichlich. Aufgrund seiner überlegenen militärischen Kräfte glaubte Polyperchon sie teilen zu können, um zwei militärische Brennpunkte gleichzeitig erledigen zu können. Obwohl sich auf dem Peloponnes nahezu alle Städte für seine Seite entschieden haben, blieb das einflussreiche Megalopolis auf der Seite Kassanders. Polyperchon vertraute seinem Sohn Alexander, ausgestattet mit ausreichend Truppen, die weitere Belagerung des Piräus an und zog selbst mit den restlichen Truppen auf den Peloponnes weiter, um Megalopolis zu unterwerfen.

## Die Belagerung
Der Machthaber in Megalopolis zu dieser Zeit war Damis, der ein Veteran des Alexanderzugs war. Ob er ein Stadtbürger oder Makedone war, ist unklar. Er dürfte allerdings von Antipater in seinem Amt eingesetzt worden sein, weshalb er nach dessen Tod das Aufkommen einer demokratischen Bewegung in Megalopolis unterband und die Stadt nun auf der Seite des Sohns seines ehemaligen Herrn hielt. Auf die Nachricht vom Herannahen des Polyperchon evakuierten die Bürger ihren Besitz hinter die Stadtmauern, erteilten Fremden das Bürgerrecht und erklärten Sklaven zu Freien, damit sie sich an der Verteidigung der Stadt beteiligen konnten.
Nachdem Polyperchon die Stadt erreicht hatte, ließ er zwei Feldlager errichten, eines für seine makedonischen Krieger und eines für die der griechischen Bundestruppen. Anschließend ließ er bewegliche Belagerungstürme aus Holz errichten, die höher als die Stadtmauern waren. Während er diese an die Mauern führte, untergruben seine Mineure die Mauern von Megalopolis und brachten dadurch drei Wehrtürme und Teile der Mauer zum Einsturz, so dass drei Breschen in die Verteidigungsanlagen geschlagen wurden. Diese Lücken nutzend, setzten die Makedonen auf Polyperchons Befehl zum Sturmangriff auf die Stadt an. Die Verteidiger wehrten aber an allen drei Breschen das Eindringen ihrer Feinde ab und sicherten sie mit Palisadenwällen aus Holz, von denen sie mit Katapulten und Bogenschützen herab auf die Angreifer schossen und diesen so schwere Verluste zufügten. Polyperchon ließ darauf den Angriff abbrechen und seine Männer in die Lager zurückziehen. Für den folgenden Tag beabsichtigte er, seine Elefanten gegen die Holzpalisaden anrennen zu lassen, welche der Stoßkraft dieser Tiere kaum standhalten konnten.
Damis hatte während seiner Teilnahme am Alexanderzug allerdings Erfahrungen im Kampf gegen Elefanten gemacht, die sich ihm nun als nützlich erweisen sollten. Er ließ in der Nacht unbemerkt vom Gegner das Vorfeld der drei Palisaden mit Nägeln und Eisenhaken präparieren. Die Wälle selbst ließ er unbemannt im Wissen, dass sich der psychologische Effekt von frontal anrennenden Elefanten negativ auf die eigenen Männer auswirken konnte. Stattdessen positionierte er seine Bogenschützen und Katapulte auf die noch intakten Steinmauern, welche die Palisaden flankierten, von denen aus sie die Elefanten und deren Führer ins Kreuzfeuer nehmen konnten. Sein Plan ging auf, als am nächsten Tag die Elefanten zwar wie beabsichtigt die Palisaden niedertrampelten, dabei aber sich zugleich schwere Wunden an den Gliedmaßen zufügten und in Panik gerieten. Eingezwängt in den engen Breschen wurden sie zu einem leichten Ziel für die Schützen auf den Mauern, die mehrere der Tiere töten konnten. Ihre Körpermassen füllten die Breschen nun mit einem natürlichen Schutzwall. Die überlebenden Tiere rannten in panischer Flucht über die eigenen Männer und fügten so dem Heer Polyperchons weitere schwere Verluste zu.

## Folgen
Nun wagte Polyperchon keinen weiteren Angriff auf Megalopolis, wenngleich er mit seinen Truppen einstweilen noch vor der Stadt lagern blieb. Die Nachricht von seinem Misserfolg machte schnell in Griechenland die Runde und mehrere Städte, die sich noch im Jahr zuvor auf seine Seite geschlagen hatten, wechselten wieder zu Kassander über. Um das Blatt zu wenden, entsandte Polyperchon seinen Admiral Kleitos den Weißen mit der Flotte an den Hellespont, um diesen zu sichern und um einen strategischen Vorteil gegen seine Feinde zu gewinnen. Aber in der Schlacht von Byzantion wurde auch Kleitos vernichtend geschlagen, was der Sache des Polyperchon faktisch den Todesstoß versetzte. Fast fluchtartig zog er sich nach Makedonien zurück, um das Land vor Kassander zu sichern. Dieser erhielt nun auch Unterstützung aus der Königsfamilie, indem er von Königin Eurydike im Namen ihres Mannes, König Philipp III. Arrhidaios, die Regentschaft angetragen bekam. Zwar wurden Eurydike und Philipp III. augenblicklich von ihrer Rivalin, der Königinmutter Olympias, ermordet, doch auch das konnte den Siegeszug des Kassander nicht mehr aufhalten.
Im Herbst 317 v. Chr. wurden schließlich auch die Demokraten von Athen wieder gestürzt und Kassander konnte ein oligarchisches Regime unter Demetrios von Phaleron installieren. Polyperchon versuchte durch eine Abriegelung der Thermopylen nach Süden hin den Vormarsch seines Gegners aufzuhalten. Dieser umging ihn aber auf dem Seeweg und landete im Frühjahr 316 v. Chr. an der makedonischen Küste und schloss Olympias in Pydna ein. Nach deren Ende und dem des Eumenes in Asien nach der Schlacht von Gabiene im Winter 316 v. Chr. war der zweite Diadochenkrieg entschieden. Polyperchon konnte sich mit einer geringen Anhängerschaft auf den Peloponnes zurückziehen, wo er die kommenden Jahre noch Widerstand gegen Kassander leistete.

## Quelle
- zum Belagerungsbericht siehe Diodor, Bibliothéke historiké 18, 70, 1–71, 6.